# Grote steensluiper
De Grote steensluiper (Sagana rutilans) is een spinnensoort in de taxonomische indeling van de bodemzakspinnen (Liocranidae). De spin leeft op de bodem en maakt geen web. Het dier behoort tot het geslacht Sagana. De wetenschappelijke naam van de soort werd voor het eerst geldig gepubliceerd in 1875 door Thorell.